# Heteropsis turbata
Heteropsis turbata is een vlinder uit de familie van de Nymphalidae, uit de onderfamilie van de Satyrinae. De soort is voor het eerst wetenschappelijk beschreven als Pseudonympha turbata door Arthur Gardiner Butler in een publicatie uit 1880.

## Verspreiding
De soort komt voor in Madagaskar. 

## Biotoop
Het leefgebied bestaat uit natuurlijke graslanden en moerasgebieden in de nabijheid van bossen.